# Basile
Basile is een plaats (town) in de Amerikaanse staat Louisiana, en valt bestuurlijk gezien onder Acadia Parish en Evangeline Parish.

## Demografie
Bij de volkstelling in 2000 werd het aantal inwoners vastgesteld op 1660.
In 2006 is het aantal inwoners door het United States Census Bureau geschat op 2399, een stijging van 739 (44,5%).

## Geografie
Volgens het United States Census Bureau beslaat de plaats een oppervlakte van
3,0 km², geheel bestaande uit land. Basile ligt op ongeveer 15 m boven zeeniveau.

## Plaatsen in de nabije omgeving
De onderstaande figuur toont nabijgelegen plaatsen in een straal van 24 km rond Basile.